# オストログ (要塞)

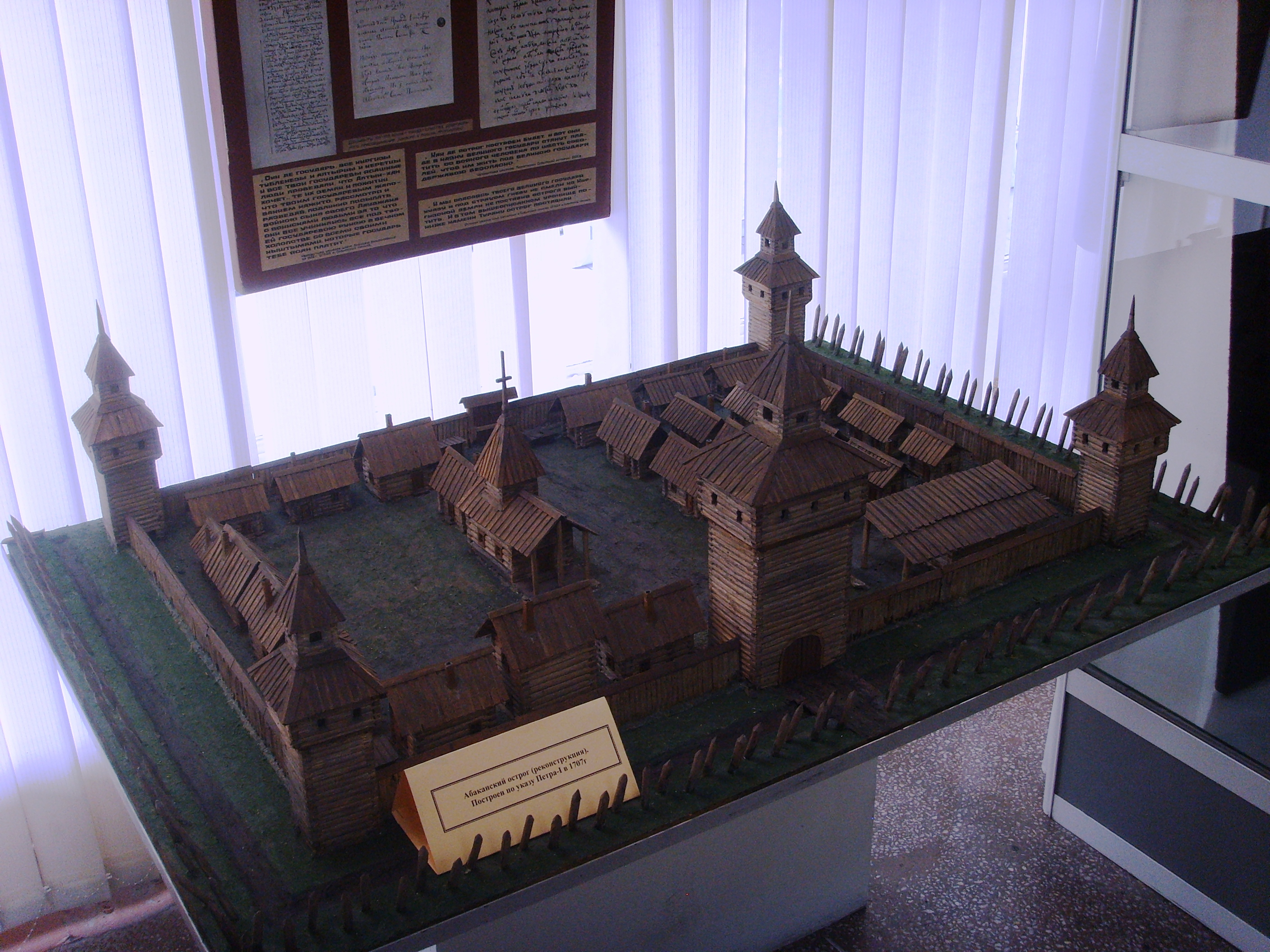
ミヌシンスク盆地のアバカンスク・オストログ(ru)の模型

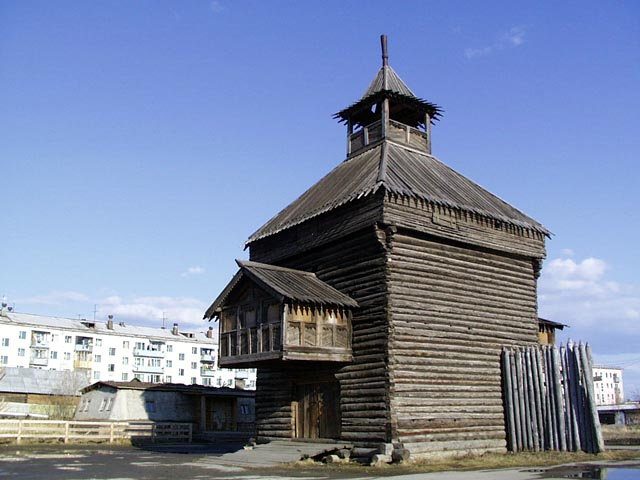
17世紀のオストログの要塞塔（ヤクーツク）

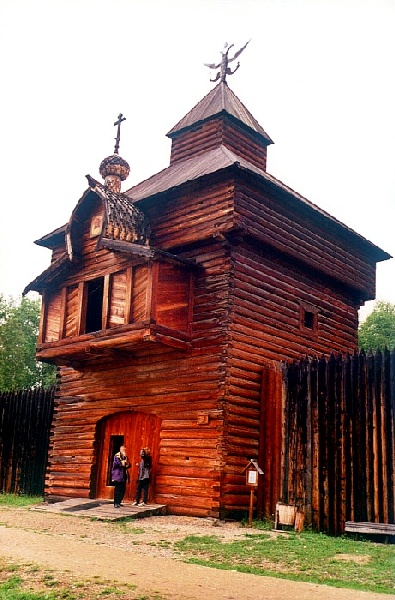
イルクーツク州イリムスクのオストログ。（同州タリツィ(ru)の博物館に移転）

オストログ（ロシア語: Острог アストローク）とは、中世ルーシ・近世ロシアにおいて、一時的または恒久的な殖民拠点に築かれた要塞建築を指す言葉である。
（留意事項）：2単語以上の用語の訳語のうち、「#」の付いたものはロシア語の直訳であることに留意されたし。

## 形態
オストログは丸太を用いた建築物（ログハウス式建築物）であり、先を尖らせた木を並べた砦柵（パリサド / Палисад(ru) =英 - Palisade）と、塔を備えた門によって構成された。平地や小規模な土塁の上に建造され、周囲には堀を備えた。また多くの場合、オストログによる囲いは四面を形成し、四方の角には情報を伝達するための塔（バシュニャ / Башня）やクレポストナヤ・バシュニャ(ru)（Крепостная башня：要塞塔#）が配備された。塔は4 - 6mの高さに及んだ。
元来は、都市包囲戦の際に杭などで構築した防御用の囲い・柵・壁等を指す言葉であった。また、集落を指す場合は、都市（ゴロド / Город）や小都市（ゴロドク / Городок）とは区別される、簡素な要塞を有する副次的な価値の拠点を指していた。

## 分類
オストログはいくつかの観点からみた分類がなされている。建築様式の面では、トィン（Тын：中世ルーシの砦の防柵）を直立させて地面に埋め込んだストヤチィ・オストログ（Стоячий острог：直立オストログ#）と、トィンを内側に傾けたコソィ・オストログ（Косой острог：傾斜オストログ#）に分類される。また、使用期間の面からは、恒久的に居住することを目的としたジィロィ・オストログ（Жилой острог：居住オストログ#）と、軍兵を配置するために一時的に築かれたストヤルィー・オストログ（Стоялый острог：滞留オストログ#）に分類される。

## 歴史
11世紀から12世紀頃のルーシでは、オストログは遊牧民の襲撃に対する防衛施設として建設されていた。また、それ以降から17世紀にかけて、モンゴル・タタール人やクリミア・タタール人の襲撃に対抗するための、ロシア南部の国境線に築かれた要塞線（ザセチナヤ・チェルタ(ru) / Засечная черта：逆茂木線#）上にオストログが建設された。
シベリアへの入植が始まると、ロシア人入植者を保護し、ヤサク(ru)（Ясак：ヴォルガ川流域やシベリア地方の住人が毛皮や家畜で納めた税）を徴収する拠点としてオストログが用いられた。ノヴォシビルスク州モシュコヴォ地区(ru)のウムレヴァ・オストログ(ru)は、南シベリアやアルタイ地方への殖民の道を切り開いた初期のオストログの1つである。オストログから発展した都市には、クラスノヤルスク・オストログ(ru)に由るクラスノヤルスク、ウディンスク・オストログ(ru)によるウラン・ウデなどがある。

## 異義語
なお、18世紀から19世紀にかけては、カトルガ(ru)（Каторга：苦役・徒刑）の受刑者を収容する、壁に囲まれた監獄に対してもオストログという名称が用いられた。